# Muziek zonder musici
Muziek zonder musici - speelautomaten en jukeboxen (Tsjechisch: Hudba bez hudebníků - hrací strojky a hudební automaty) is een museum in Hořovice in Midden-Bohemen, Tsjechië. Het is gewijd aan muziekinstrumenten en -apparaten waar geen musicus aan te pas komt.

## Collectie
Het museum toont een verzameling van mechanische muziekinstrumenten die dateren uit de 18e tot en met de 20e eeuw en jukeboxen uit het begin tot en met de jaren zestig van de 20e eeuw. Te zien zijn onder meer muziekautomaten, speeldozen, mechanische schilderijen (tableaux animés), speelklokken, fluitklokken, draaiorgels, polyphons en orchestrions.

## Achtergrond
Het is gevestigd in het Slot Hořovice in de regio Midden-Bohemen, waar het de ruimte inneemt van de voormalige kasteelkeuken. In feite kunnen alle apparaten en instrumenten in het museum muziek voortbrengen zonder dat de bespeler ervan een muzikale opleiding heeft gehad.
Het museum maakt deel uit van het Tsjechische Muziekmuseum in Praag dat ook de verzameling ter beschikking heeft gesteld.